# Jérémie Durand
Jérémie Durand (* 4. März 1986 in Suresnes) ist ein ehemaliger französischer Skirennläufer.

## Biografie
Bei FIS-Rennen startete Durand erstmals im Dezember 2001, Einsätze im Europacup folgten ab Februar 2004. Anfangs ohne nennenswerte Erfolge konnte er sich am 23. Januar 2008 in der Abfahrt in Reinswald erstmals unter den besten zehn platzieren und am nächsten Tag in der Super-Kombination seinen ersten Europacupsieg feiern. Es folgten noch zwei weitere Podestplätze in der Abfahrt, womit er am Ende der Saison 2007/08 Siebter in der Abfahrtswertung und Fünfter in der Super-Kombinations-Wertung wurde.
Durands erste Rennen im Weltcup waren die beiden Abfahrten von Kvitfjell im Februar/März 2008, bei denen er aber keine Weltcuppunkte gewann. Nachdem er in der Saison 2008/2009 verletzungsbedingt keine Rennen bestreiten hatte können, nahm er im Winter 2009/2010 neben dem Europacup – wo ihm keine vorderen Platzierungen gelangen – an drei weiteren Weltcuprennen teil, bei denen er jedoch erneut ohne Punkte blieb. Seine letzten Rennen bestritt er im März 2010 im Rahmen der französischen Meisterschaften.

## Erfolge

### Juniorenweltmeisterschaften
- Bardonecchia 2005: 14. Kombination, 24. Slalom, 26. Riesenslalom, 33. Abfahrt, 39. Super-G
- Québec 2006: 12. Super-G, 26. Abfahrt

### Europacup
- Saison 2007/08: 5. Superkombinationswertung, 7. Abfahrtswertung
- 3 Podestplätze, davon 1 Sieg:

| Datum           | Ort               | Land    | Disziplin        |
| --------------- | ----------------- | ------- | ---------------- |
| 24. Januar 2008 | Sarntal/Reinswald | Italien | Superkombination |

### Weitere Erfolge
- 3 Siege in FIS-Rennen (1× Abfahrt, 2× Riesenslalom)